# Koudaboubou
Koudaboubou est une petite ville du Togo située dans la Préfecture de Bassar, dans la région de la Kara

## Géographie
Koudaboubou est situé à environ 59 km de Bassar

## Démographie
La population est formée majoritairement par l'ethnie Moba.

## Vie économique
- Atelier de tissage

## Lieux publics
- École primaire